# Mont Azuma-kofuji
Pour les articles homonymes, voir Azuma (homonymie).
Le mont Azuma-kofuji (吾妻小富士, Azuma-kofuji) est un stratovolcan du Japon situé dans la préfecture de Fukushima, dans la région du Tōhoku.

## Géographie
Le mont Azuma-kofuji fait partie des monts Azuma, un massif montagneux situé dans le sud-est de la préfecture de Yamagata et le nord-ouest de la préfecture de Fukushima. Il culmine à une altitude de 1 707 metres et est situé dans le sud-ouest de la ville de Fukushima.
La forme conique de son cratère lui vaut le surnom de Kofuji (« petit Fuji »).

## Honneur
L'astéroïde (29362) Azumakofuzi est nommé en son honneur.